# Bachfeld
Bachfeld ist mit dem Weiler Gundelswind ein Ortsteil der Stadt Schalkau im Landkreis Sonneberg im fränkisch geprägten Süden des Freistaates Thüringen.

## Geografie

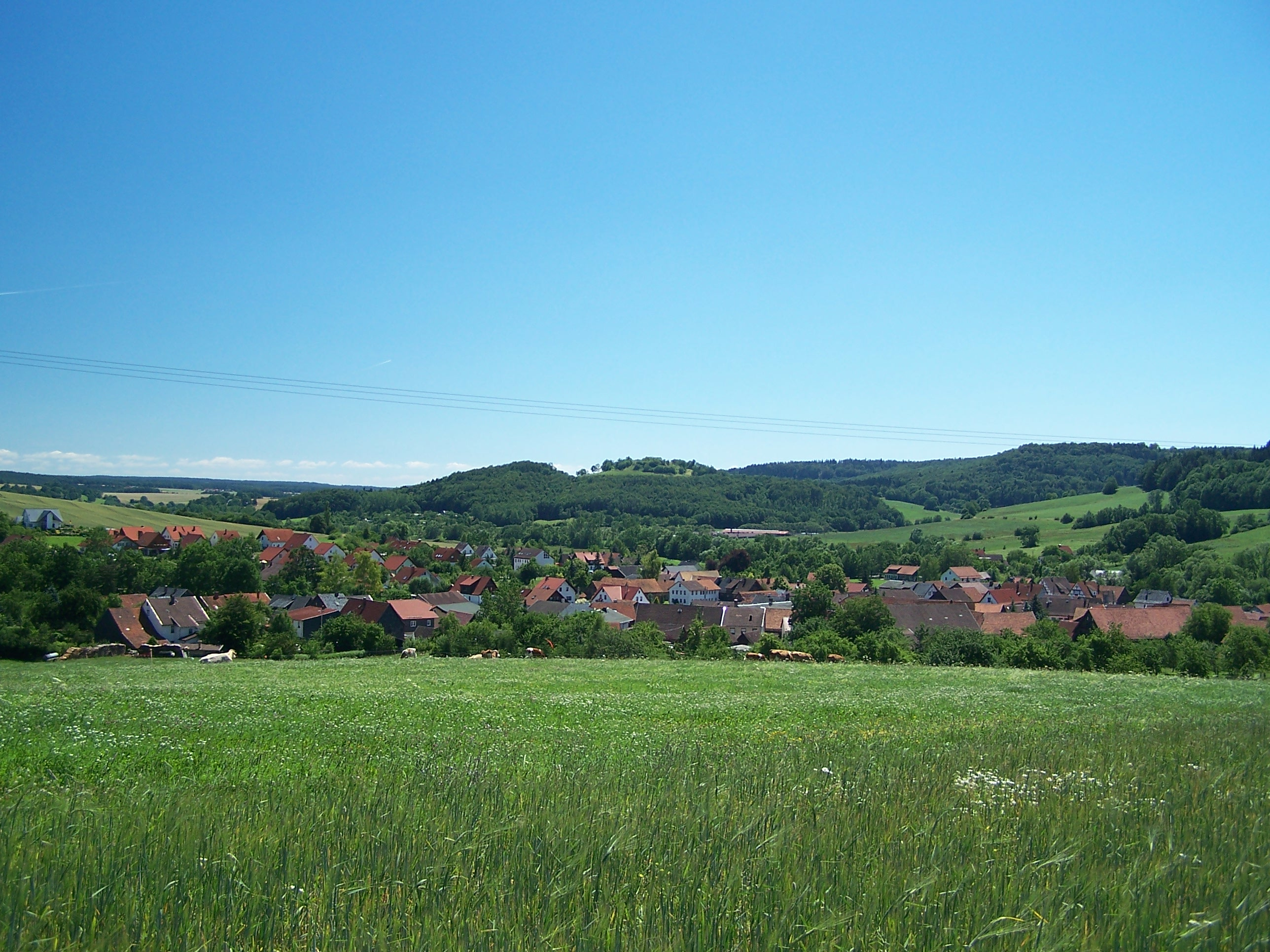
Blick über den Ort

Bachfeld liegt an der Itz und der Krellse, etwa zwei Kilometer westlich von Schalkau. Südlich des Ortes erhebt sich der 564 Meter hohe Heider Berg.

## Geschichte

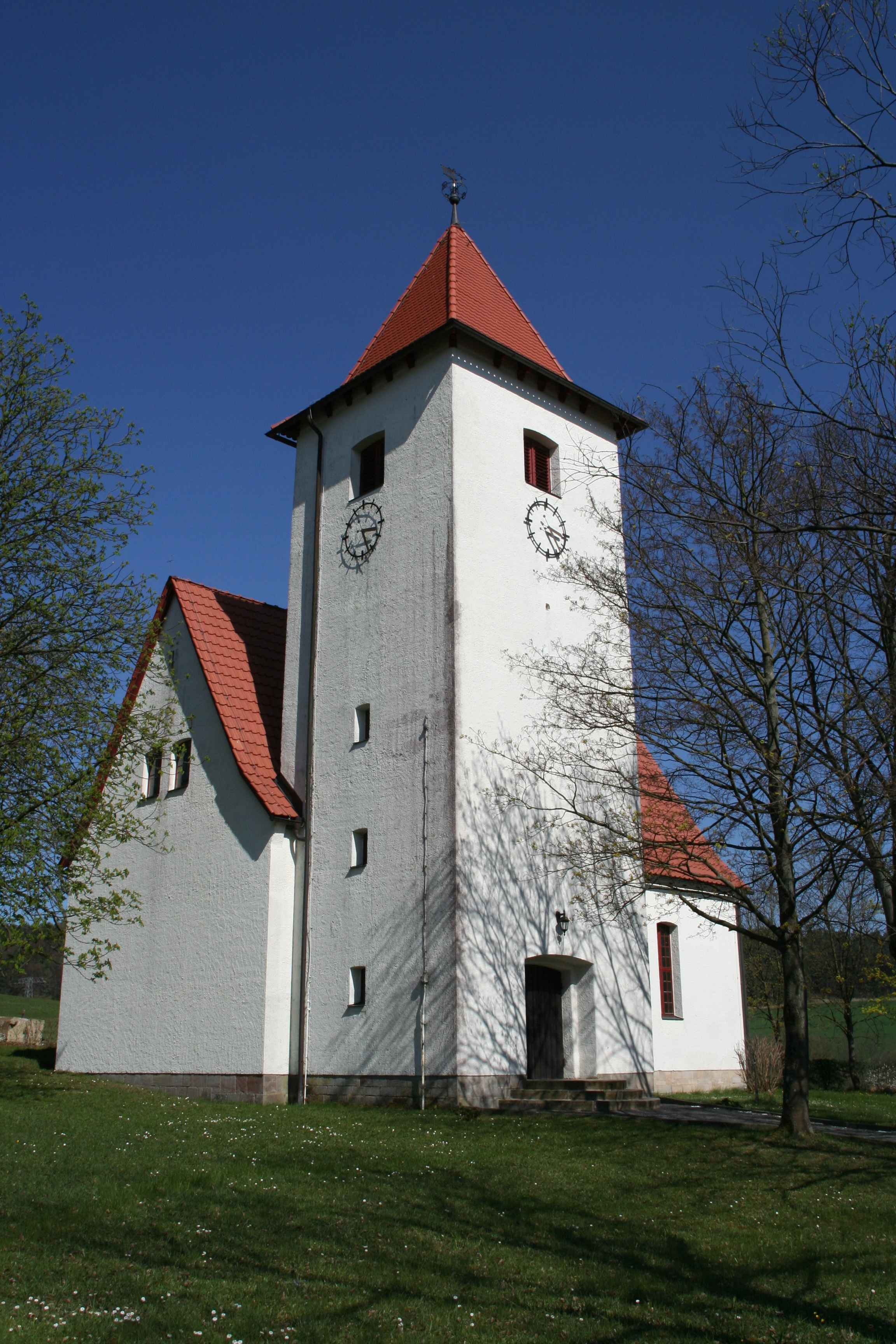
Evangelische Matthäuskirche in Bachfeld

Erstmals urkundlich erwähnt wurde der Ort in einer Klosterurkunde aus Fulda. Dabei ging es um die Herausgabe der Ländereien in Bachfeld und Heid wegen eines Pferdediebstahles im Jahre 929 durch die Adligen Besitzer der Gruber Burg.
Bachfeld ist mit seiner mehr als 1000 Hektar großen Gemeindeflur seit jeher das größte Bauerndorf des Landkreises Sonneberg. Ursprünglich gab es in Bachfeld zwei Haupthöfe, der Petter- oder Scheeßhof und der Schaumburger, später Pfarrhof und einige Nebenhöfe. Daraus lässt sich wohl auch die im 14. und 15. Jahrhundert erwähnte Existenz von zwei Kirchen im Ort Bachfeld erklären.
Nach Plünderungen und Brandschatzungen des Dreißigjährigen Krieges kamen die Wüstungen Bottigental, Gundersdorf und Wollmitz, später die Gemarkung Grub zu Bachfeld. Heute gehört auch der Weiler Gundelswind zum Ort. Von den ehemaligen drei Bachfelder Mühlen existiert nur noch die Untere Mühle, sie war im Schaumburger Besitz.
Durch Panzerbeschuss amerikanischer Truppen im Jahre 1945 brannten die alte Dorfkirche und acht Gehöfte nieder.
Am 1. Juli 1950 wurde die bis dahin eigenständige Gemeinde Gundelswind eingegliedert.
1953 erhielt Bachfeld den ersten Kirchenneubau der Nachkriegszeit. Die Matthäuskirche wurde am neuen Standort oberhalb des Friedhofes geweiht.
Vor dem 31. Mai 1995 gehörte Bachfeld zur Verwaltungsgemeinschaft Schalkau, danach war Schalkau erfüllende Gemeinde. Das Thüringer Gesetz zur freiwilligen Neugliederung kreisangehöriger Gemeinden im Jahr 2019 sah die Eingemeindung nach Schalkau vor. Das Gesetz wurde am 12. September 2019 vom Landtag angenommen und trat am 31. Dezember 2019 in Kraft.

### Einwohnerentwicklung
Entwicklung der Einwohnerzahl (Stand jeweils 31. Dezember):
| - 1994: 513 - 1995: 526 - 1996: 537 - 1997: 541 - 1998: 553 - 1999: 539 | - 2000: 537 - 2001: 532 - 2002: 536 - 2003: 528 - 2004: 506 - 2005: 500 | - 2006: 511 - 2007: 507 - 2008: 493 - 2009: 486 - 2010: 492 - 2011: 491 | - 2012: 489 - 2013: 473 - 2014: 462 - 2015: 456 - 2016: 453 - 2017: 440 | - 2018: 438 |

Datenquelle: Thüringer Landesamt für Statistik

## Politik
Die letzte Bürgermeisterin der Gemeinde Bachfeld war Christine Probst (FDP).

### Gemeinderat
Der Gemeinderat in Bachfeld bestand aus sechs Ratsmitgliedern, im Vergleich zu 2014 gab es keine Veränderungen:
- Freie Wähler 4 Sitze
- CDU/Wählergemeinschaft 2 Sitze

(Stand: Kommunalwahl am 26. Mai 2019)

### Wappen
| | Blasonierung: „Im von Silber und Rot über Blau halbgespaltenen und geteilten Schild oben vorn und unten ein Wellenschrägbalken in verwechselten Farben; oben hinten eine silberne Flachsblüte.“ |
| Wappenbegründung: Die horizontale Teilung in Silber und Blau zeigt die Verbindung mit den Schaumberger Adelsgeschlecht, denen das Gebiet lange gehörte. Die Flachsblüte nimmt Bezug auf den früheren Flachsanbau und der Wellenschrägbalken ist ein verbindendes Element, der die Itz und den Krensenbach darstellt, die durch die Gemeinde laufen. | |

## Kirche
- St. Matthäus (Bachfeld)

## Regelmäßige Veranstaltungen
- Kirchbergfest
- Sockentanz, immer Anfang August
- Ein Dorf spielt Faustball, Turnier für Jedermann, 1. Samstag im September
- Plan-Kerwá, Kirchweih immer in der letzten Oktober- oder in der ersten Novemberwoche

## Wirtschaft und Infrastruktur
Trotz der waldreichen Umgebung besitzt Bachfeld eher eine landwirtschaftliche Prägung. Viele Einwohner pendeln zur Arbeit ins nahe gelegene Oberfranken.
Bachfeld besitzt einen Bahnhof an der Bahnstrecke Eisfeld–Sonneberg. Außerdem liegt der Ort an der Bundesstraße 89, die ebenfalls von Meiningen nach Sonneberg führt. Weitere Straßen verbinden den Ort mit Katzberg und mit Sachsenbrunn.

## Dialekt
In Bachfeld wird Itzgründisch, ein unterfränkischer Dialekt, gesprochen.

## Sonstiges
Während des Zweiten Weltkrieges mussten Frauen und Männer aus Russland in der Landwirtschaft Zwangsarbeit verrichten.